# 福雷斯特代爾 (麻薩諸塞州)
福雷斯特代爾（英語：Forestdale）是位於美國麻薩諸塞州巴恩斯特布爾縣的一個普查規定居民點。

## 人口
根據2020年美國人口普查的數據，福雷斯特代爾的面積為10.82平方千米，當中陸地面積為9.88平方千米，而水域面積為0.94平方千米。當地共有人口4116人，而人口密度為每平方千米380.41人。